# Marie, Prințesa Liechtensteinului
Marie, prințesă a Liechtensteinului (născută contesa Marie-Aglaé Bonaventura Theresia Kinsky von Wchinitz und Tettau; n. 14 aprilie 1940, Praga, Protectoratul Boemiei și Moraviei – d. 21 august 2021, Grabs⁠(d), Cantonul St. Gallen, Elveția) a fost prințesă consoartă a Liechtenstein ca soție a prințului Hans Adam al II-lea din Liechtenstein. La naștere, ea a fost membră a Casei Kinsky.

## Biografie
Prințesa Marie s-a născut la 14 aprilie 1940 la Praga ca fiică a contelui Ferdinand Kinsky de Wchinitz și Tettau (1907-1969) și a soției sale contesa Henriette Caroline de Ledebur-Wicheln (1910-2002) în Protectoratul Boemiei condus de naziști și Moravia (acum Republica Cehă ). Bunicii ei paterni erau contele Ferdinand Vincenz Kinsky von Wchinitz und Tettau și prințesa Aglae von Auersperg. Bunicii ei materni erau contele Eugen Rudolf Maria von Ledebur-Wicheln și contesa Eleonore Larisch von Moennich, strănepoata lui Barbu Dimitrie Știrbei, prințul Țării Românești.
În 1945, familia ei a fugit în Germania, unde Marie și-a început educația la Ering am Inn din 1946 până în 1949.  Apoi, a participat timp de opt ani la internatul surorilor Lioba de la Mănăstirea Wald din Baden-Württemberg.  În 1957, a petrecut o perioadă îndelungată de timp în Anglia pentru a-și îmbunătăți limba engleză și a absolvit internatul în 1958. A urmat apoi Academia de Arte Aplicate de la Universitatea din München, absolvind în 1961. După un timp petrecut la Paris pentru a-și îmbunătăți limba franceză, a început să lucreze ca designer industrial pentru o tipografie din Dachau, Germania. 
Prințesa Marie s-a căsătorit cu prințul Hans-Adam al II-lea, verișorul ei secundar odată îndepărtat, la  Catedrala Sfântul Florin din Vaduz la 30 iulie 1967. Au avut patru copii: Prințul ereditar Alois (născut la Zürich, 11 iunie 1968), prințul Maximilian (născut la St Gallen, 16 mai 1969), prințul Constantin (născut la St Gallen, 15 martie 1972) și prințesa Tatjana (născută la St Gallen, 10 aprilie 1973).
Prințesa Marie a fost implicată în multe organizații din Liechtenstein, concentrându-se pe educație, cultură și arte.  Prințesa Marie a ocupat funcția de președinte al Crucii Roșii din Liechtenstein din 1985 până în 2015.  De asemenea, a fost patroană a Crucii Roșii și a Verein für Heilpädagogische Hilfe,  o fundație pentru oamenii din Liechtenstein cu nevoi speciale. 
În 1976, prințesa Marie a devenit membră a Liechtensteinische Gesellschaft für Umweltschutz (LGU), societatea din Liechtenstein pentru protecția mediului.  A fost președinta Societății pentru Ajutor Ortopedic din 1983 până în 2005 și patron din 2005. De asemenea, a fost patroană a Verband Liechtensteinischer Familienhilfen, o organizație de susținere a familiei.  Prințesa Marie a fost membră a societății istorice din Liechtenstein. 

## Deces
La 18 august 2021, prințesa Marie a suferit un accident vascular cerebral. A murit trei zile mai târziu într-un spital din Grabs, Elveția, la vârsta de 81 de ani.  

## Onoruri

### Naționale
- Liechtenstein: Marea Stea al  Ordinulul de Merit al Principatului Liechtenstein[11]
- Liechtenstein: Recipient of the 70th Birthday Medal of Prince Franz Joseph II[12]

### Străin
- Austria: Marea Stea al  Ordinulul de Merit al Republicii Austria[13]